# Mesochorus cinctus
Mesochorus cinctus är en stekelart som beskrevs av Schwenke 1999. Mesochorus cinctus ingår i släktet Mesochorus och familjen brokparasitsteklar. Inga underarter finns listade i Catalogue of Life.